# Kadim
Kadim ((he)כדים, littéralement brocs) est une ancienne colonie israélienne, située en Palestine, dans le nord de la Cisjordanie. Elle relevait de la circonscription administrative du conseil régional de Shomron. En septembre 2005, les résidents de Kadim ont été expulsés et les soldats de Tsahal l'ont démantelée au titre du Plan de désengagement unilatéral.